# Поморская улица (Москва)
Помо́рская улица — улица в районе Отрадное и Алтуфьевском районе Северо-Восточного административного округа города Москвы. Проходит от Алтуфьевского шоссе до Савёловского направления Московской железной дороги.

## Название
Бывшая улица Старая Слободка посёлка Бескудниково была переименована в 1965 году по Поморью — исторической области на побережье Белого моря в связи с расположением в северной части Москвы.

## Описание
Поморская улица начинается от дублёра Алтуфьевского шоссе напротив улицы Декабристов и 2-го Алтуфьевского путепровода и проходит на запад, заканчиваясь напротив Савёловского направления МЖД. Примерно в середине улицы справа берёт начало Поморский проезд, конец которого совпадает с концом Поморской улицы.
Непосредственно у Поморской улицы располагаются мосты, по которому проходят пути Савёловского направления и ветки, соединяющей его с Малым кольцом МЖД. В этом месте протекает пересыхающий Владыкинский ручей — левый приток Лихоборки. Под железнодорожным мостом организован пешеходный проход.

## Общественный транспорт

### Внеуличный транспорт

#### Железнодорожные станции и платформы
- Дегунино

### Наземный транспорт
Непосредственно по улице не проходят маршруты общественного транспорта. Вблизи расположены остановки «Алтуфьевское шоссе, 40» и «Алтуфьевское шоссе, 38» со следующими маршрутами.

#### Автобусы
- 23:  Тимирязевская —  Фонвизинская — Алтуфьевское шоссе —  Отрадное — ЖК «Юрлово»
- 98: Юрловский проезд —  Отрадное — Алтуфьевское шоссе —  Алтуфьево —  Лианозово
- 259:  Владыкино — Алтуфьевское шоссе —  Алтуфьево — Улица Корнейчука
- 282:  Войковская —  Петровско-Разумовская —  Окружная — Алтуфьевское шоссе —  Бибирево — Улица Корнейчука
- 380:  Дегунино — Алтуфьевское шоссе —  Отрадное —  Свиблово
- 571: Микрорайон 4 «Д» Отрадного —  Отрадное  — Алтуфьевское шоссе —  Бескудниково — Алтуфьевское шоссе —  Алтуфьево —  Лианозово — Платформа Грачёвская

#### Электробусы
- т73:  ВДНХ —  Улица Академика Королёва —  Телецентр — Алтуфьевское шоссе —  Алтуфьево — 6-й микрорайон Бибирева
- 53:  Владыкино — Алтуфьевское шоссе —  Бибирево —  Лианозово —  Алтуфьево — Улица Корнейчука
- 353:  Владыкино — Алтуфьевское шоссе —  Бескудниково —  Бибирево —  Медведково — Осташковская улица
- 637:  Владыкино —  Отрадное — Алтуфьевское шоссе —  Бескудниково —  Бибирево
- 803:  ВДНХ — Алтуфьевское шоссе —  Отрадное — Алтуфьевское шоссе —  Бескудниково
- н9:  Китай-город —  ВДНХ —  Улица Академика Королёва —  Телецентр —  Отрадное — Алтуфьевское шоссе —  Бибирево — Алтуфьевское шоссе —  Алтуфьево — 6-й микрорайон Бибирева